# بلورهای فوتونیکی
بلورهای فوتونیکی به هر ساختاری که ضریب شکست آن به‌طور متناوب تغییر کند، گفته می‌شود.
اگر این تکرار در یک بُعد باشد به بلور تشکیل شده، بلورهای فوتونیکی یک-بُعدی می‌گوییم.
تکرار ساختار متناوب در دو و سه بعد نیز بلورهای فوتونیکی دو و سه بعدی را به وجود خواهد آورد.
این ساختارها در واقع دوگان بلورهای نیم‌رسانا هستند. در واقع این موضوع از همانندی معادله شرودینگر در فیزیک حالت جامد و معادله هلمهولتز در الکترومغناطیس ناشی می‌شود. ضریب شکست همان نقشی را در معادله هلمهولتز بازی می‌کند که پتانسیل الکتریکی در معادله شرودینگر؛ بنابراین عملکرد بلورهای فوتونیکی (ساختارهایی با ضریب شکست متناوب) در برابر فوتون‌ها مشابه عملکرد بلورهای نیم‌رسانا (ساختارهایی با پتانسیل الکتریکی متناوب) در برابر الکترون‌ها است.

## مقدمه
فوتونیک-کریستال‌ها ساختارهای متناوب در اندازه نانو هستند و طراحی شده‌اند تا حرکت فوتون‌ها را تحت تأثیر قرار دهند. همانند کاری که کریستال‌های نیم‌رسانا با الکترون‌ها انجام می‌دهند. فوتونیک کریستال‌ها در اشکال و خواص مختلف وجود دارند و از ۱۰۰ سال پیش مطالعه بر روی آن‌ها شروع شده است.
معرفی
فوتونیک کریستال‌ها ساختارهای نانومتری متناوبی هستند که یا دی‌الکتریک یا فلز-دی‌الکتریک اند که مسیر حرکت موج الکترومغناطیسی را تحت تأثیر قرار می‌دهند. به همان روشی که پتانسیل‌های متناوب در نیم‌رساناها حرکت الکترون‌ها را با ایجاد نوارهای انرژی ممنوعه و مجاز تحت تأثیر قرار می‌دهند. اساس کار فوتونیک کریستال‌ها بر اساس تغییر درونی ضریب شکست به صورت کم و زیاد در درون کریستال است.انتشار فوتون در داخل این ساختارها به طول موج آن‌ها بستگی دارد. طول موج‌هایی از نور که اجازه انتشار پیدا می‌کنند مُد نامیده می‌شوند. و گروهی از مدهای انتشار یافته باند تشکیل می‌دهند. باندهای غیرمجاز فوتونیک کریستال شکاف باند نامیده می‌شوند. این اتفاق منجر به پدیده‌های آشنایی مانند جلوگیری از گسیل خود به خودی و آینه‌هایی با بازتاب بالای تک جهتی و موجبرهای با اتلاف پایین می‌شود.
از آنجایی که پدیدهٔ غالب پراش است باید یک هم‌خوانی بین طول موج انتشار یافته و ابعاد فوتونیک کریستال وجود داشته باشد. که این ابعاد معمولاً به صورت نصف طول موج انتشاری است. به عنوان مثال این محدوده بین ۲۰۰ تا ۳۵۰ نانومتر برای کریستالی است که در محدوده مرئی کار می‌کند. این خاصیت استفاده و ساخت فوتونیک کریستال‌ها را تا حدودی سخت و پرهزینه کرده است.

## تاریخچه بلورهای فوتونیکی
اگرچه از سال ۱۸۸۷ مطالعه بر روی فوتونیک کریستال‌ها شروع شده بود اما لفظ فوتونیک کریستال برای اولین بار صد سال بعد از آن یعنی در ۱۹۸۷ توسط الی یابلونوویچ و ساجیو جان وقتی دو مقاله مهم در تاریخ فوتونیک، در مورد فوتونیک کریستال منتشر کردند مورد استفاده قرار گرفت.
قبل از ۱۹۸۷ فوتونیک کریستال‌های یک بعدی به صورت توده‌های یک بعدی تناوبی چندلایه‌ای مانند آینه‌های براگ به تفصیل مورد مطالعه قرار گرفته بودند. لرد ریلی مطالعات خود را در ۱۸۸۷ با نشان دادن این که این ساختارها دارای یک شکاف باند یک بعدی هستند استارت زد یک محدوده طیفی از بازتابندگی بالا که به عنوان باند توقف شناخته می‌شد. امروزه اینچنین باندهایی در موارد مختلف کاربرد پیدا کرده‌اند. از لایه نشانی‌های با بازتابندگی‌های بالا برای افزایش بازدهی دیودها تا آینه‌هایی با بازتابندگی بالا در کاواک‌های لیزر. به عنوان مثال ویسل
یک مطالعهٔ دقیق نظری در مورد فوتونیک کریستال‌ها توسط ولادیمیر بایکوف کسی که تأثیر شکاف باند را در مورد گسیل خود به خودی اتم‌ها و مولکول‌ها مطالعه کرد، انجام گرفته است. بایکوف همچنین به این فکر می‌کرد که چه اتفاقی ممکن است در صورت استفاده از ساختارهای دو و سه بعدی متناوب بیفتد. با این وجود مفهوم فوتونیک کریستال‌های سه بعدی در ۱۹۷۹ توسط اوتاکا کسی که یک روش برای محاسبه فوتونیک بند گپ پیشنهاد داد مورد بررسی قرار گرفت. با وجود این این ایده‌ها تا موقع انتشار مقاله یابلونوویچ و جان اوج نگرفتند. هر دوی آن مقاله‌ها با فوتونیک کریستال‌هایی با ابعاد بالا در گیر بودند. انگیزه اصلی یابلونوویچ مهندسی کردن چگالی حالت‌های فوتونیکی بود برای کنترل کردن گسیل خود به خودی در درون فوتونیک کریستال‌ها. ایدهٔ جان استفاده از فوتونیک کریستال‌ها برای تأثیر گذاشتن روی حرکت فوتون‌ها و گیر انداختن آن‌ها بود.
بعد از ۱۹۸۷ تعداد مقالات تحقیقاتی در مورد فوتونیک کریستال رشد بسیار زیادی کرد. با وجود این سختی‌های موجود بر سر راه ساخت فوتونیک کریستال‌ها باعث شده است که مطالعات بیشتر در زمینهٔ تئوری باشد یا به صورت عملی فقط محدود به رژیم میکرومتر باشد. فوتونیک کریستال‌ها به آسانی می‌توانند در ابعاد سانتی‌متری ساخته شوند. در سال ۱۹۹۱ یابلونوویچ اولین بند گپ سه بعدی فوتونیک کریستال را نشان داد. که در رژیم میکرومتر کار می‌کرد. ساختاری که یابلونویچ موفق به ساخت آن شده بود در واقع تعدادی آرایهٔ سوراخکاری شده در درون محیطی شفاف بود. که سوراخ‌های هر لایه ساختاری عکس الماسی به وجود آورده بودند. که امروزه به یابلونوویت مشهورند.
در ۱۹۹۶ توماس کراوس اولین ساختار فوتونیک کریستال دو بعدی در محدوده نور مرئی را ارائه داد. این راهی جدید برای فوتونیک کریستال‌ها باز کرد تا بتوانند از مواد نیم‌رسانا در ساخت استفاده کنند همانند استفاده از آن‌ها در صنعت نیم رساناها. امروزه این تکنیک‌ها از تیغه‌های فوتونیک کریستالی استفاده می‌کنند. این تیغه‌ها در واقع فوتونیک کریستال‌های دوبعدی هستند که بر روی تیغه‌هایی از نیمه رسانا چاپ شده‌اند. بازتابش کلی باعث محبوس شدن نور در درون تیغه می‌شود. و اجازه می‌دهد تا آثار فوتونیک کریستالی مانند مهندسی پراش فوتونیکی در درون تیغه به وقوع بپیوندد. در سرتاسر دنیا تحقیقات برای بکارگیری فوتونیک کریستال‌ها در مدارات کامپیوتری در حال انجام است. برای بهبود بخشیدن به تجزیه و تحلیل مخابرات اپتیکی درون تراشه‌ها و همچنین مابین آنها.
اگرچه این کاربردها به عنوان یک کاربرد تجاری به حساب می‌آیند اما در حد بسیار وسیعی فوتونیک کریستال‌های دوبعدی به شکل فیبرهای فوتونیک کریستالی کاربرد تجاری پیدا کرده‌اند. این فیبرها به فیبرهای سوراخ دار نیز معروف هستند. چون در واقع هواست که در بین آن‌ها جریان دارد. فیبرهای فوتونیک کریستالی برای اولین بار توسط فیلیپ راشل در ۱۹۹۸ ساخته شدند. این فیبرها مزیت‌های زیادی نسبت به فیبرهای اپتیکی دارند.
مطالعه بر روی فوتونیک کریستال‌های سه بعدی با سرعت بسیار پایین‌تری نسبت به فوتونیک کریستال‌های دو بعدی در حال پیشرفت بود. این به خاطر وجود مشکلات پرشمار در ساخت این نوع از فوتونیک کریستال‌ها به وجود آمد. فوتونیک کریستال‌های سه بعدی هیچ سادگی را از صنعت نیم‌رسانا به ارث نبرده بودند در سادگی ساخت و روش‌های تولید. تلاش‌هایی در این زمینه برای تطابق در بعضی موارد انجام گرفته است. مانند ساختار توده چوبی که بر اساس یک ساختار لایه-به-لایه ساخته شده است. دسته دیگری از تلاش‌ها برای ساخت فوتونیک کریستال‌های سه بعدی در زمینه کریستال‌های خود ساخته است. اساس کار این روش تولید غوطه ورسازی نوعی کره‌های دی‌الکتریک نانومتری در درون محلولی با ساختار تناوبی سه بعدی که دارای یک شکاف باند است است. اولین نمونه مشاهده شده در این کار در سال ۲۰۰۰ در دانشگاه تورنتو کانادا انجام شد.
فیلد جدید موجود برای درک بهتر این ساختارها مطالعه بر روی موجودات زنده بود که در سال ۲۰۰۶ محققان را به یک فوتونیک کریستال طبیعی در ابعاد سوسک برزیلی رهنمون کرد.

### روش‌های ساخت
روش‌های ساخت به ابعاد شکاف باند مورد نیاز بستگی دارد.
فوتونیک کریستال‌های یک بعدی
در این ساختار لایه‌ها با ضرایب مختلف چنان در کنار هم قرار می‌گیرند که در یک جهت شکاف باند به وجود می‌آورند. یک توری براگ یک مثال از این نوع فوتونیک کریستال‌های یک بعدی است. فوتونیک کریستال‌های یک بعدی می‌توانند همسانگرد و ناهمسانگرد باشند. در این صورت می‌توانند به صورت بسیار گسترده‌ای به عنوان سوئیچ اپتیکی مورد استفاده قرار گیرند.
فوتونیک کریستال‌های دو بعدی
در ساختارهای دوبعدی حفره‌ها در محیطی که برای نور تابیده شده مرئی و برای نور شکاف باند نامرئی هستند قرار می‌گیرند. شبکه‌های مثلثی و مربعی بیشترین کاربرد را دارند.
فیبرهای فوتونیک کریستالی یا همان فیبرهای سوراخ‌دار می‌توانند به وسیله رادهای استوانه‌ای در درون شبکه‌های شش بعدی ساخته شوند. و سپس حرارت داده می‌شوند و کشیده می‌شوند. فواصل هوای مثلثی ایجاد شده مابین رادهای شیشه‌ای حفره‌هایی می‌شوند که مُدها را محدود می‌کنند.
فوتونیک کریستال سه بعدی
چندین ساختار برای این نوع فوتونیک کریستال وجود دارد:
1. کره‌ها در شبکه الماسی
2. یابلونویت
3. ساختار توده چوبی :رادها به صورت پشت سرهم با استفاده از لیتوگرافی پرتوی چاپ می‌شوند و ماده جدید بر روی آن ته‌نشین می‌شود. و فرایند برای لایه‌های دیگر تکرار می‌شود. با کانال‌های چاپی که بر لایه‌های زیرین عمود هستند. فرایند تا زمانی که ساختار به ضخامت لازم برسد ادامه پیدا می‌کند. معرفی نقص‌ها برای این ساختار معمولاً فرایند طاقت فرسایی است.
4. کره‌های برخوردی معکوس (مانند پلی استرین‌ها) این کره‌ها در درون شبکه‌ای از محلول بسته شده آویزان می‌مانند. سپس یک سفت‌کننده وارد محیط می‌شود که باعث می‌شود یک محیط شفاف جامد خارج از حجم حلال به وجود بیاید. سپس کره‌ها توسط یک اسید مانند هیدروکلریدریک از هم جدا می‌شوند.
5. یک توده از فوتونیک کریستال‌های دو بعدی:این یک روش کلی تر از یابلونویت‌هاست ولی در حالت کلی یابلونویت‌ها را با استفاده از این روش می‌سازند.

### چالش‌های ساخت
چالش اصلی برای فوتونیک کریستال‌های مرتبه بالا مشکل ساخت آنهاست. که باید دقت کافی برای جلوگیری از اتلافات پراکندگی که باعث محو شدن خواص کریستال می‌شود انجام گیرد. یکی ازروش‌های امیدوارکننده برای تولید فوتونیک کریستال فیبرهای فوتونیک کریستالی هستند مانند فیبرهای سوراخ دار. استفاده ازروش‌های فیبرهای ترسیمی برای فیبرهای مخابراتی توسعه پیدا کرده‌اند. که می‌توانند هر دوی این نیازها را برطرف کنند. فیبرهای فوتونیک کریستالی به صورت تجاری در دسترس هستند. روش امیدوارکننده دیگر برای تولید فوتونیک کریستال‌های دوبعدی استفاده از روش تیغه‌های فوتونیک کریستالی است. این ساختارها از یک زیر لایه به عنوان تیغه که معمولاً از جنس سیلیکن است تشکیل شده‌اند که توسط روش‌هایی مانند صنعت نیم‌رساناها ساخته می‌شوند. این تراشه‌ها توانایی تحلیل الکترونیکی و اپتیکی بر روی یک تراشه واحد را دارند.
برای ساخت فوتونیک کریستال‌های سه بعدی روش‌های مختلفی از جمله طرح‌نگارنوری و زدایش استفاده می‌شود. همانند تولید مدارهای مجتمع. برخی از این روش‌ها به صورت تجاری مورد استفاده قرار می‌گیرند. برای پیشی گرفتن از روش‌های مکانیکی نانوتکنولوژی و پیچیدگی آن‌ها راه حل مناسبی وجود دارد و آن هم استفاده از روش کره‌های برخوردی است.
محاسبه شکاف باند فوتونیک کریستالی
اساساً فوتونیک شکاف باند فاصله مابین خطوط هوا و خطوط دی‌الکتریک در رابطه پاشندگی فوتونیک شکاف باند است. برای طراحی فوتونیک شکاف باند مهندسی مکان و ابعاد فوتونیک کریستال بسیار مهم است. این مهندسی به روش‌های بسیاری از جمله روش‌های زیر انجام می‌شود.
1. بسط امواج تخت
2. روش اجزا ریز
3. روش اجزا ریز جدا افتاده در بازه زمانی
4. روش مرتبه n طیفی
5. روش kkr
6. روش امواج بلاخ

اساساً این روش‌ها برای فرکانس امواج منتشر شده می‌باشند برای هرکدام از جهت‌ها که بردار موج مشخص می‌کند. و برعکس. خطوط مختلف در ساختار باند مربوط به nهای مختلف است. که nضریب شکاف باند است.
روش بسط امواج تخت می‌تواند برای محاسبه ساختار شکاف باند از یک فرمول بندی ویژه استفاده کند و معادلات ماکسول را حل کند. و در نتیجه معادلات را برای هر ویژه فرکانس در جهت خاصی حل می‌کند. این حل مستقیماً به منحنی پاشندگی منجر می‌شود. توزیع میدان الکتریکی می‌تواند به وسیله ویژه بردارهای مورد استفاده در همان مسئله بدست آید. تصویر نشان داده شده مربوط به ساختار باند یک بعدی DBR با هسته‌هایی از هوا که در آن از دی‌الکتریک‌هایی با ضریب گذردهی ۱۲٫۲۵ استفاده می‌شود. نسبت ثابت شبکه به ضخامت هسته‌های هوا ۰٫۸ است و از ۱۰۱ موج تخت در منطقه اول بری لوئن برای حل استفاده شده است.
برای سرعت بخشیدن به محاسبات می‌توانیم از بسط بلاخ مد کاهش یافته‌استفاده کنیم.RBME
برای مدل‌های بزرگ سلول‌های واحد استفاده از این روش باعث افزایش سرعت می‌شود.

## کاربرد بلورهای فوتونیکی
فوتونیک کریستال‌ها ادواتی هستند که جریان نور را کنترل و دستکاری می‌کنند. فوتونیک کریستال‌های یک بعدی از گذشته به عنوان فیلم‌های اپتیکی نازک کاربرد فراوان پیدا کردند. ازجمله بازتابنده‌های بالا و پایین در روی لنزها و آینه‌ها تا رنگ‌هایی با قابلیت تعویض رنگ و همچنین مرکب‌ها. فوتونیک کریستال‌های مرتبه بالاتر برای کاربردهای دیگر و همچنین تحقیقات بسیار مورد استفاده قرار گرفتند. همچنین فوتونیک کریستال دو بعدی کاربردهای تجاری فراوان پیدا کردند. فیبرهای فوتونیک کریستالی از جمله این کاربردها است. که این فیبرها از یک ساختار میکرونی فوق‌العاده برای محدود کردن نور استفاده می‌کنندکه با فیبرهای معمولی بسیار تفاوت دارد. فیبرهای سه بعدی هنوز کاربرد تجاری پیدا نکرده‌اند ولی دارای مزیت‌های بیشتری هستند که می‌توانند کاربردهای برتری پیدا کنند ازجمله کامپیوترهای اپتیکی.